# 刘宁 (1962年)
刘宁（1962年1月—），男，汉族，吉林临江人，生于辽宁丹东，中华人民共和国政治人物、水利工程师，毕业于清华大学水利系水工结构专业，武汉水利电力大学（今武汉大学）管理工程专业在职硕士研究生、水文水资源专业在职博士研究生毕业。曾任水利部副部长，中共青海省委副书记、省长，中共辽宁省委副书记、省长，中共广西壮族自治区党委书记、广西壮族自治区人大常委会主任等职务。现任中共河南省委书记、河南省人民代表大会常务委员会主任，是中共第十九届中央候补委员、二十届中央委员。

## 生平

### 早年及水利工作
1978年，刘宁自辽宁省丹东市考入清华大学水利系水工结构专业。
1983年7月参加工作，任长江流域规划办公室枢纽设计处过坝建筑物设计科项目组长、副主任科员。1990年8月加入中国共产党。1991年4月，任长江水利委员会设计局清江工程设计室副主任。1994年8月，任长江水利委员会设计院枢纽设计处副处长兼三峡设计室主任、长江委枢纽处江垭工程部主任。1996年10月，任长江水利委员会总工程师助理兼枢纽设计处副处长。1998年7月，任长江水利委员会副总工程师（副局级）。2000年7月，兼任湖北长江招投标有限公司总经理。
2001年12月，任南水北调规划设计管理局总工程师。2002年4月，任中华人民共和国水利部副总工程师兼南水北调规划设计管理局总工程师。2003年2月，任水利部总工程师。 担任水利部总工程师期间，刘宁指挥参与了2008年汶川特大地震后的唐家山堰塞湖抢险  。2009年1月，任水利部副部长、党组成员。2009年4月，任水利部副部长、党组成员、国家防汛抗旱总指挥部秘书长兼办公室主任。2012年9月，不再兼任办公室主任。

### 青海省
2017年5月，任中共青海省委副书记。同年8月，兼任青海省委政法委書記。2017年10月，在中国共产党第十九次全国代表大会上当选为中央候补委员。
2018年2月，当选为第十三届全国人大代表。
2018年8月，出任青海省人民政府副省长、代理省长。9月，青海省第十三届人民代表大会第二次会议选举刘宁为青海省人民政府省长。

### 辽宁省
2020年6月，任中共辽宁省委副书记，提名为省长候选人。7月，辽宁省人大常委会决定任命刘宁为辽宁省代省长。8月，辽宁省十三届人大四次会议补选刘宁为省长。

### 广西壮族自治区
2021年10月，调任中共广西壮族自治区党委书记。2022年1月，当选为广西壮族自治区人大常委会主任。2022年10月，在中共二十大上当选为中央委员。

### 河南省
2024年12月，转任中共河南省委书记，不再担任广西壮族自治区党委书记职务。
2025年1月，当选为河南省人大常委会主任。